# Firmiana kwangsiensis
Firmiana kwangsiensis är en malvaväxtart som beskrevs av Hsiang Hao Hsue. Firmiana kwangsiensis ingår i släktet Firmiana och familjen malvaväxter. Inga underarter finns listade i Catalogue of Life.